# أولمبيا بوزنان
أولمبيا بوزنان هو نادي كرة قدم بولندي أٌسس عام 1945. يلعب النادي في الدوري البولندي الدرجة الخامسة ‏.